# الرشنة (قارة)

تعديل مصدري - تعديل

الرشنة هي إحدى قرى عزلة قارة بمديرية قارة التابعة لمحافظة حجة، بلغ تعداد سكانها 107 نسمة حسب تعداد اليمن لعام 2004.